# Jessalyn Wanlim
Jessalyn Corsino Wanlim (* 3. September 1982 in Calgary) ist eine kanadische Filmschauspielerin.

## Leben und Wirken
Wanlim besuchte ab ihrem 12. Lebensjahr die National Ballet School of Canada in Toronto, im Anschluss studierte sie Tanz an der Juilliard School in New York. Eine ihrer ersten Rollen spielte sie in der US-amerikanischen Seifenoper All My Children von 2006 bis 2009, in der sie in knapp 50 Folgen in der wiederkehrenden Rolle Rachael zu sehen war. In den folgenden Jahren spielte sie kleinere Episodenrollen in kanadischen und US-amerikanischen Fernsehserien und Fernsehfilmen, ehe sie 2010 in einer wiederkehrenden Rolle in der Serie Scoundrels zu sehen war. Nach der Rolle einer skrupellosen Bioingenieurin in der Dramaserie Orphan Black war sie ab 2017 in der von Catherine Reitman erdachten Serie Workin’ Moms als eine der vier Hauptprotagonistinnen zu sehen.

## Filmografie (Auswahl)
- 2005: Zwei ungleiche Freunde (Je préfère qu’on reste amis…)
- 2006–2009: All My Children (Fernsehserie, 48 Folgen)
- 2007 & 2009: Gossip Girl (Fernsehserie, 3 Folgen)
- 2008: The Border (Fernsehserie, Folge 1.06)
- 2008: My Sassy Girl – Unverschämt liebenswert (My Sassy Girl)
- 2009: Life on Mars (Fernsehserie, Folge 1.10)
- 2009: Psych (Fernsehserie, Folge 4.08)
- 2009: CSI: NY (Fernsehserie, Folge 6.06)
- 2009: Bones – Die Knochenjägerin (Bones, Fernsehserie, Folge 5.09)
- 2010: Scoundrels (Fernsehserie, 6 Folgen)
- 2011: The Chicago Code (Fernsehserie, Folge 1.12)
- 2011: Melissa & Joey (Fernsehserie, Folge 1.14)
- 2011: The Closer (Fernsehserie, Folge 7.05)
- 2011: Cinderella Story – Es war einmal ein Lied (A Cinderella Story: Once Upon a Song)
- 2011: Five
- 2012: Beste FReinde (Frenemies)
- 2012: Alex Cross
- 2013: Navy CIS: L.A. (NCIS: Los Angeles, Fernsehserie, Folge 4.18)
- 2013: Modern Family (Fernsehserie, Folge 5.05)
- 2014: Instant Mom (Fernsehserie, Folge 1.22)
- 2014: Kirby Buckets (Fernsehserie, Folge 1.06)
- 2015–2016: S3 – Stark, schnell, schlau (Lab Rats, Fernsehserie, 4 Folgen)
- 2016: Orphan Black (Fernsehserie, 8 Folgen)
- 2017: Colony (Fernsehserie, Folge 2.05)
- 2017–2023: Workin’ Moms (Fernsehserie)
- 2018: 9-1-1: Notruf L.A. (9-1-1, Fernsehserie, Folge 1.06)
- 2019: The Affair (Fernsehserie, Folge 5.07)
- 2020: Pink Skies Ahead